# Frederick Traugott Pursh
Frederick Traugott Pursh (Großenhain, 4 febbraio 1774 – Montreal, 11 luglio 1820) è stato un botanico statunitense di origini tedesche.

## Biografia
Nato a Großenhain in Sassonia con il nome di Friedrich Traugott Pursh, emigrò negli Stati Uniti nel 1799. Dal 1802 al 1805 lavorò a Filadelfia come direttore botanico dei giardini di William Hamilton. Nel 1805 iniziò a lavorare con Benjamin Smith Barton sugli studi della flora Nordamericana, studiando le piante raccolte durante la spedizione di Lewis e Clark. Nello stesso anno viaggiò a sud dal Maryland alla Carolina e, nel 1806, a nord dalle montagne della Pennsylvania al New Hampshire.
In seguito Pursh si trasferì a Londra, dove scrisse il Flora americae septentrionalis. Tornò quindi in America nel 1816 trasferendosi in Canada. 
Morì a Montreal nel 1820. I suoi resti furono tumulati nel cimitero di Papineau Road giacendovi fino al 1857, quando furono trasferiti al Mount Royal Cemetery.
In sua memoria, numerose generi e specie portano il suo nome, come ad esempio la Purshia o la Rhamnus purshiana. Il suo cognome viene utilizzato come abbreviazioni standard degli autori botanici come autore quando si scrive un nome botanico.